# Chlorovibrissea melanochlora
Chlorovibrissea melanochlora är en svampart som först beskrevs av G.W. Beaton & Weste, och fick sitt nu gällande namn av L.M. Kohn 1989. Chlorovibrissea melanochlora ingår i släktet Chlorovibrissea och familjen Vibrisseaceae.   Inga underarter finns listade i Catalogue of Life.